# Myopotta kroeberi
Myopotta kroeberi är en tvåvingeart som beskrevs av Zimina 1969. Myopotta kroeberi ingår i släktet Myopotta och familjen stekelflugor. Inga underarter finns listade i Catalogue of Life.